# 송숙근
송숙근(宋叔瑾, ? ~ ?)은 조선 중기의 무신, 군인이다. 본관은 여산(礪山)이다. 다른 이름은 숙근(淑瑾)이다.
아버지는 군수 송거이고, 어머니는 문화유씨로 유륜(柳輪)의 딸이다. 유륜은 사육신의 한 사람인 유성원의 일족이었다.
그는 내금위로 재직 중 1506년(연산군 14) 중종반정에 참여하여 그해 말 정국원종공신 3등에 녹훈되었다. 1512년(중종 6) 중종의 특지로 선전관(宣傳官)이 되고, 이후 회령부사로 재직 중 1522년 가선대부에 승진하였으며 그해 3월 길주목사가 되었다가 1524년 11월 체직되었다. 
1528년 2월 참의, 5월 승지, 9월 동부승지, 1529년 1월 우부승지, 4월 좌부승지를 거쳐 1531년 7월한성부우윤이 되고, 그해 12월 평안도 병마절도사로 부임하였다. 그밖에 동지사와 성절사로 명나라를 다녀오기도 했다. 이후 함경북도병마절도사, 수군절도사, 병마사, 1535년 동지중추부사, 1540년 1월 호조참판, 1541년 7월 다시 동지중추부사가 되었다. 1544년 비변사당상이 되고, 1547년 1월 병조참판 등을 역임했다.
1548년 9월 28일 당시 그는 기로소의 당상은 아니었지만 나이 70이 넘어 영의정 홍언필의 건의로 기로소에 들었고, 이후 기로소당상이 되었다. 1547년 상호군, 1548년 다시 상호군에 임명되고 1549년 오위장에 임명되었다가 1550년 동지돈녕부사에 임명되었다. 묘소는 경기도 시흥군 신동면 우면리(牛眠里, 현 서울특별시 서초구 우면동)에 있다.

## 가족 관계
- 아버지 : 송거
- 어머니 : 문화유씨, 유계조(柳繼祖)의 4대손 유주의 딸, 아버지의 본부인
- 어머니 : 문화유씨, 유만수(柳蔓殊)의 후손 유륜(柳輪)의 딸
  - 형 : 송숙유(宋叔瑜)
- 부인 : 동래정씨, 첨정 정난원(鄭蘭元)의 딸
  - 아들 : 송진(宋軫)
  - 아들 : 송벽(宋壁)
  - 아들 : 송규(宋奎)

## 같이 보기
- 중종반정
- 병마절도사
- 송수
- 반석평
- 사육신
- 유성원

## 참고 자료
- 중종실록
- 명종실록
- 대동야승